# نبردناو کلاس کرسارگ
نبردناو کلاس کرسارگ (به انگلیسی: Kearsarge-class battleship) یک کلاس از کشتی است که طول آن ۳۷۵ فوت ۴ اینچ (۱۱۴٫۴۰ متر) می‌باشد.